# No somos ni Romeo ni Julieta
No somos ni Romeo ni Julieta es una película española de comedia estrenada el 12 de junio de 1969, dirigida y escrita por Alfonso Paso y protagonizada en los papeles principales por José Luis López Vázquez, Laly Soldevila, Emilio Gutiérrez Caba, Antonio Martelo, Enriqueta Carballeira y Florinda Chico.
Se trata de una peculiar adaptación en clave de comedia de la célebre tragedia Romeo y Julieta de William Shakespeare.

## Sinopsis
Roberto Negresco vive con sus padres Antonio y Trinidad y trabaja como camarero junto con su padre en un bar. Es una persona extremadamente ingenua, lo cual, unido a un extraño defecto en el habla que le impide pronunciar la letra "p", le convierten en un ser bastante peculiar. Julita Caporeto vive con sus padres Nemesio y Charo, y también es una chica de una ingenuidad sin límites, hasta el punto de que, a pesar de que lleva ya bastante tiempo saliendo con su novio Cayetano, aún no sabe "cómo vienen los niños de París". En un guateque, Julita y Roberto se enamoran. El problema es que existe un gran obstáculo entre ellos: Sus familias están enemistadas desde hace mucho tiempo.

## Reparto
- José Luis López Vázquez como Nemesio Caporeto.
- Laly Soldevila como Trini - madre de Roberto.
- Emilio Gutiérrez Caba como	Roberto Negresco.
- Enriqueta Carballeira como	Julita Caporeto.
- Manuel Tejada como Cayetano.
- Antonio Martelo como Antonio Negresco.
- Florinda Chico como Charo, madre de Julita.
- Antonio Almorós
- Emilio Rodríguez como Don Prudencio.
- Carmen Luján
- Manuela Rodríguez
- Xan das Bolas como	Policía secreta de noche.
- Fernando Bilbao
- Nieves Salcedo
- Trinidad Rugero
- Jesús Enguita
- Pedro Fenollar
- José Luis Zalde

## Localizaciones
Esta película está rodada íntegramente en la ciudad de Madrid. Sus personajes viven en el barrio de Tetuán y en ella aparecen con frecuencia elementos del Canal Bajo de Isabel II.